# 아핀 좌표계
아핀 기하학에서 아핀 좌표계(영어: affine coordinate system)은 유한 차원 아핀 공간 속의 모든 점들을 스칼라 튜플에 일대일 대응시키는 방법이다. 수반되는 벡터 공간의 기저와 원점의 선택에 의하여 결정된다.

## 정의
체 {\displaystyle K} 위의 유한 차원 아핀 공간 {\displaystyle A}의 유한 부분 집합 {\displaystyle \{a_{0},a_{1},\dots ,a_{d}\}\subseteq A}가 다음 두 조건을 만족시키면, 이를 아핀 공간 {\displaystyle A}의 아핀 틀(영어: affine frame)이라고 한다.
- (아핀 독립) 즉, {\displaystyle \{a_{0},a_{1},\dots ,a_{d}\}}로 생성되는 부분 아핀 공간의 차원은 {\displaystyle d}이다.
- (아핀 생성) {\displaystyle \{a_{0},a_{1},\dots ,a_{d}\}}로 생성되는 부분 아핀 공간은 {\displaystyle A} 전체이다.

특히, 이 경우 {\displaystyle d}는 {\displaystyle A}의 차원이다.
체 {\displaystyle K} 위의 유한 차원 아핀 공간 {\displaystyle A}의 아핀 틀 {\displaystyle \{a_{0},a_{1},\dots ,a_{d}\}\subseteq A}가 주어졌다고 하자. 그렇다면,
{\displaystyle \{a_{1}-a_{0},\dots ,a_{d}-a_{0}\}}
은 평행 이동의 벡터 공간 {\displaystyle V(A)}의 기저를 이룬다. 즉, 임의의 점 {\displaystyle a\in A}에 대하여, 다음을 만족시키는 스칼라들 {\displaystyle \lambda _{1}(a),\dots ,\lambda _{d}(a)\in K}가 존재한다.
{\displaystyle a-a_{0}=\sum _{k=1}^{d}\lambda _{k}(a)(a_{k}-a_{0})}
이 경우 스칼라 튜플 {\displaystyle (\lambda _{1}(a),\dots ,\lambda _{d}(a))}를 아핀 틀 {\displaystyle \{a_{0},a_{1},\dots ,a_{d}\}}에 대한 점 {\displaystyle a}의 아핀 좌표(영어: affine coordinate)라고 하며, 이렇게 정의된 전단사 아핀 변환
{\displaystyle (\lambda _{1},\dots ,\lambda _{d})\colon A\to K^{d}}
를 아핀 틀 {\displaystyle \{a_{0},a_{1},\dots ,a_{d}\}}에 대한 {\displaystyle A} 위의 아핀 좌표계라고 한다.

## 참고 문헌
- Audin, Michèle (2003). 《Geometry》. Universitext (영어). Berlin, Heidelberg: Springer. doi:10.1007/978-3-642-56127-6. ISBN 978-3-540-43498-6. ISSN 0172-5939.
- Berger, Marcel (1987). 《Geometry I》. Universitext (영어). 번역 Cole, Michael; Levy, Silvio. Berlin, Heidelberg: Springer. doi:10.1007/978-3-540-93815-6. ISBN 978-3-540-11658-5. ISSN 0172-5939.